# China Station
La China Station (en español Estación de China) fue un conjunto de tres bases británicas en Extremo Oriente, bajo el mando de su Comandante en Jefe de lo que oficialmente se conocía como Commander-in-Chief, China (Royal Navy). El conjunto incluía una formación naval de la Marina Real Británica con su almirante al mando. La unidad fue creada en 1865 y suprimida en 1941.

## Historia
De 1831 a 1865, la Estación de las Indias Orientales y la Estación de China fueron un solo comando conocido como la Estación de Indias Orientales y China. La Estación de China, establecida en 1865, tenía como área de responsabilidad las costas de China y sus ríos navegables, la parte occidental del océano Pacífico y las aguas alrededor de las Indias Orientales Neerlandesas. La armada a menudo cooperaba con los intereses comerciales británicos en esta área.

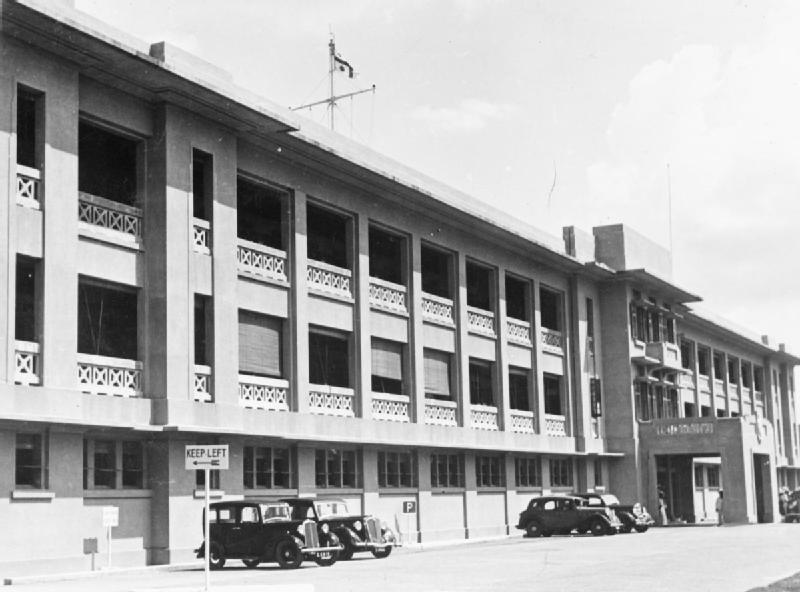
Oficina Naval al mando en Singapur

La formación tenía bases en Singapur (Base Naval de Singapur), HMS Tamar (1865-1941 y 1945-1997) en Hong Kong y Weihai (en la isla Liugong) (1898-1940). La dotación de la Estación de China generalmente consistía en varios cruceros ligeros y destructores más antiguos. Los ríos chinos eran patrullados de este modo por una flotilla de cañoneros adecuadas y de poco calado, denominadas "cañoneras chinas". Los barcos de esta estación solían tener una librea distintiva de casco y superestructura blancos y embudos oscuros.
Entre las dos guerras mundiales, los cañoneros de la clase Insect se utilizaron principalmente en el Lejano Oriente y estuvieron presentes durante la invasión japonesa de China. En 1937, en el río Yangtsé, los japoneses atacaron al HMS Ladybird, disparándole desde una batería costera. Un cañonero estadounidense, el USS Panay, también fue atacado por aviones japoneses y hundido el 12 de diciembre de 1937. El Ladybird navegó las 20 millas hasta el lugar del hundimiento, subió a bordo a algunos de los supervivientes del Panay y los llevó a Shanghai. El Scarab y el Cricket estaban frente a Nankín en 1937 cuando los japoneses comenzaron a bombardear la ciudad.
En respuesta a las crecientes amenazas japonesas, la Estación de China separada se fusionó con la Estación de las Indias Orientales el 2 de diciembre de 1941 para formar la Flota Oriental.

## Comandantes en Jefe
| Dates                                            | Admiral Commanding                                |
| ------------------------------------------------ | ------------------------------------------------- |
| 1865–1867                                        | Vicealmirante Sir George King                     |
| 1867–1869                                        | Vicealmirante Sir Henry Keppel                    |
| 1869–1871                                        | Vicealmirante Sir Henry Kellett                   |
| 1871–1874                                        | Vicealmirante Sir Charles Shadwell                |
| 1874–1877                                        | Vicealmirante Sir Alfred Ryder                    |
| 1877–1878                                        | Vicealmirante Sir Charles Hillyar                 |
| 1878–1881                                        | Vicealmirante Robert Coote                        |
| 1881–1884                                        | Vicealmirante Sir George Willes                   |
| 1884–1885                                        | Vicealmirante Sir William Dowell                  |
| 1885–1887                                        | Vicealmirante Sir Richard Vesey Hamilton          |
| 1887–1890                                        | Vicealmirante Sir Nowell Salmon                   |
| 1890–1892                                        | Vicealmirante Sir Frederick Richards              |
| 1892–1895                                        | Vicealmirante The Hon. Sir Edmund Fremantle       |
| 1895–1897                                        | Vicealmirante Sir Alexander Buller                |
| 1897–1901                                        | Vice-Admiral Sir Edward Seymour                   |
| 1901–1904                                        | Vice-Admiral Sir Cyprian Bridge                   |
| 1904–1906                                        | Vice-Admiral Sir Gerard Noel                      |
| 1906–1908                                        | Vicealmirante Sir Arthur Moore                    |
| 1908–1910                                        | Vicealmirante Sir Hedworth Meux                   |
| 1910–1913                                        | Vicealmirante Sir Alfred Winsloe                  |
| 1913–1915                                        | Vicealmirante Sir Martyn Jerram                   |
| 1916–1917                                        | Vicealmirante Sir William Lowther Grant           |
| 1917–1919                                        | Contraalmirante Sir Frederick Charles Tudor Tudor |
| 24 de julio de 1919 – 1922                       | Vicealmirante Sir Alexander Duff                  |
| 10 de septiembre de 1922 – Noviembre de 1924     | Almirante Sir Arthur Leveson                      |
| Noviembre de 1924 – 1925                         | Contraalmirante Sir Allan Everett                 |
| 1925                                             | Contraalmirante David Anderson (interino)         |
| 22 de abril de 1925 – 8 de noviembre de 1926     | Vicealmirante Sir Edwyn Alexander-Sinclair        |
| 8 de noviembre de 1926 – 28 de noviembre de 1928 | Vicealmirante Sir Reginald Tyrwhitt               |
| 28 de noviembre de 1928 – 28 de febrero de 1931  | Vicealmirante Sir Arthur Waistell                 |
| 28 de febrero de 1931 – 11 de marzo de 1933      | Vicealmirante Sir Howard Kelly                    |
| 11 de enero de 1936 – 5 de febrero de 1938       | Vicealmirante Sir Charles Little                  |
| 5 de febrero de 1938 – 1940                      | Almirante Sir Percy Noble                         |
| Noviembre– 2 de diciembre de 1941                | Almirante Sir Tom Phillips                        |